# Wolfforth
Wolfforth – miasto w Stanach Zjednoczonych, w stanie Teksas, w hrabstwie Lubbock.